# Somatina bapta
Somatina bapta là một loài bướm đêm trong họ Geometridae.